# Vittorio Cossio
Vittorio Cossio (Udine, 21 novembre 1911 – Roma, 7 aprile 1984) è stato un fumettista italiano.

## Biografia
Giovanissimo, Vittorio Cossio si trasferì a Milano con i fratelli Carlo, il maggiore e Gino, il minore, dove inizialmente si dedicarono insieme a decorare chiese e qualche palazzo nobiliare per passare poi al cinema di animazione realizzando alcuni cortometraggi.
Collaborò poi, negli anni trenta, con la SAEV di Lotario Vecchi, realizzando storie a fumetti pubblicate su Primarosa, seguite poi da altre pubblicate sul settimanale Jumbo come "I tre moschettieri", "Quarant'anni dopo" e "T.B.4" sul settimanale Rin Tin Tin (1936-1937), su testi di Gianluigi Bonelli; nello stesso periodo collaborò con il Corriere dei Piccoli, disegnando le serie di Balilla Venturino (1935-1936) e poi di Centaurino (1939) oltre alla serie Il Piccolo Aiace, con grandi tavole a colori sulla guerra di Troia. Due storie a fumetti, "La Grande Barriera" e "La Fine di Marcus" vennero ristampate in Inghilterra, altre furono pubblicate dall'editore Lotario Vecchi nella Francia ancora occupata.
Negli anni quaranta, Vittorio Cossio collaborò alla realizzazione della serie Furio Almirante, ideata dal fratello Carlo e scritta da Bonelli.
Nel 1942 i tre fratelli Cossio furono chiamati a Roma dalla Macco film, per realizzare un cartone animato dal titolo "Pulcinella". Un incendio distrusse però lo stabilimento cinematografico e la storia verrà pubblicata in seguito, a fumetti. I fratelli Carlo e Gino tornarono a Milano, Vittorio restò a Roma, dove ebbe due figlie, Gabriella e Claudia.
Nel dopoguerra collaborò con la casa editrice Universo, disegnando per il settimanale Intrepido le serie a fumetti di Capitan Sparviero e Cuore Garibaldino. L'attività principale di Vittorio resterà il fumetto. Lavorerà per "Il Vittorioso", "Vera Vita" e altre testate. Si cimentò anche con manifesti cinematografici e lavorò  anche per settimanali umoristici come Travaso, Calandrino e Marc'Aurelio, oltre che per le Edizioni Juventus, nell'Albogiornale. Con il fratello Carlo realizzò alcuni fumetti di guerra per il mercato inglese. Nel cinema di animazione, realizzò anche alcune animazioni per il film "Giove in Doppio Petto" e per il film "L'Acciarino Magico", tratto da una favola di Andersen, per la INCOM.
Negli anni settanta disegnò alcune storie per la serie Sexy Favole edita dalla Geis.
Vittorio Cossio morì a Roma il 7 aprile del 1984.
Le collaborazioni di Vittorio Cossio
1933 - Collabora alla rivista Rin Tin Tin.
1935 - Collabora al Corriere dei Piccoli con varie storie e diversi personaggi fissi, quali il Balilla Venturino, il Centaurino e Teodato (1939), il Nibbio delle Baleari e l'Eroe di Villahermosa, sulla guerra di Spagna (1937-39).
1940 - Disegna Dick Fulmine, Turbine, l'Asso Pilota, per L'Audace, edizioni Vecchi. Disegna X-1, il Pugile Misterioso, è il celebre Furio per l'Albo Giornale, edizioni Bonelli. Disegna La Freccia d'Argento per l'Intrepido edizioni Del Duca.
1941 - Disegna L'Inafferrabile, Orlando l'Invincibile per L'Audace, edizioni Vecchi. Disegna Le Bolide Fantome, per l’albo Gavroche, edizioni Vecchi.
1944 - Disegna La Nave del Mistero, Il Distruttore di Mostri, per Giramondo e L'Avventura, edizioni Capriotti.
1945 - Disegna Raff Pugno d'Acciaio, per Giramondo, edizioni Capriotti. Disegna Capitan Sparviero, Cuore Garibaldino, per l'Intrepido, edizioni Del Duca.
1946 - Disegna Tim, Tom e Tam, per il giornale umoristico L'Ometto Pic, edizioni Capriotti. Disegna Tank, Mirko, Franca, edizioni Tomasina.
1950 - Disegna Storia dell'America, mancano riferimenti. Disegna L'Antro nella Foresta, Parsifal, per Vera Vita, edizioni U.I.S.P.E.R.
1955 - Disegna Dick Daring la Giubba Rossa, edizioni Bonelli.
Cartoni animati
1942 - Realizza con i fratelli due film sperimentali sul nuovo sistema di ripresa a colori, “La Macchina del Tempo” di Wells, “La Secchia Rapita”.  Più brevi cartoni su Pulcinella.
Dopo il 1955 - Realizza “L'Acciarino Magico”, ispirato alla favola di Andersen, Settimana INCOM.